# Фарнак (син Арсама)
Фарнак (*Parnaka, 567 до н. е./565 до н. е. — бл. 497 до н. е.) — державний діяч Перської держави часів Ахеменідів. Засновник роду Фарнакідів. Відомий також як Фарнак I.

## Життєпис
Походив з роду Ахеменідів. Молодший син Арсама, дрібного царя частини Персії. Розпочав службу в часи правління царя Камбіза II — при Гобрії, сатрапі Вавилонії. Потім служив під орудою Дарія, майбутнього перського царя царів.
Після того як Дарій став царем у 522 році до н. е. кар'єра Фарнака прискорилася. У 506 році до н. е. призначається на посаду, що відповідає царського скарбничого. Також обіймав посаду мажордома царського палацу. Сприяв розвитку судової реформи, розвитку караванних шляхів та створенню караванів як таких, впровадив посади рахівників. Упорядкував збір податків. Відповідно до Аристотеля набув володінь та якохось сінекур у Геллеспонтській Фригії. Помер близько 497 року до н. е.

## Родина
Артабаз I, сатрап Геллеспонтської Фригії